# La balada de Narayama
La balada de Narayama (títol origina en japonès Narayama Bushikō) és una pel·lícula japonesa de Shohei Imamura estrenada el 1983 i doblada al català.
Va obtenir la Palma d'Or al Festival Internacional de Cinema de Canes 1983

## Argument
L'acció es desenvolupa al Japó, en un poble pobre i aïllat cap al 1860 en les altures del Shinsh. El costum vol que els habitants que arriben a l'edat de 70 anys se'n vagin a morir voluntàriament al cim de Narayama, «la muntanya dels roures». Aquí es reuneixen les ànimes dels morts.
Orin-yan (Sumiko Sakamoto), mare de Tatsuhei (Ken Ogata) té 69 anys i posseeix encara totes les seves dents. S'ha de resignar llavors a preparar la seva sortida cap a la mort.

## Repartiment
- Ken Ogata: Tatsuhei
- Sumiko Sakamoto: Orin, la mare de Tatsuhei
- Takejo Aki: Tamayan, la dona de Tatsuhei
- Tonpei Hidari: El germà de Tatsuhei
- Seiji Kurasaki: Kesakichi, l'hereu
- Kaoru Shimamori: Tomekichi,
- Ryutaro Tatsumi: Matayan, el vell veí
- Junko Takada: Matsu
- Nijiko Kiyokawa: Okane
- Mitsuko Baisho: Oei
- Sh?ichi Ozawa: Katsuz
- Sansh? Shinsui: Tadayan
- Norihei Miki: el vell venedor de sal
- Akio Yokoyama: Amaya
- Sachie Shimura: La dona d'Amaya

## Al voltant de la pel·lícula
- El guió es basa en els relats Tohoku no Zummutachi i Estudi a propòsit de les cançons de Narayama, de Shichirô Fukazawa, basats en la llegenda japonesa «Obasute»: una vella dona sense utilitat per a la seva comunitat és abandonada a la muntanya.
- Remake d'una versió precedent del 1958: La Balada de Narayama de Keisuke Kinoshita. La versió de Shohei Imamura és més prop del llibre i mostra la vida quotidiana del poble.

## Premis
- Palma d'Or al Festival Internacional de Cinema de Canes 1983